# Königswartha
Königswartha (hornolužickosrbsky Rakecy) je obec v německé spolkové zemi Sasko. Nachází se v zemském okrese Budyšín v Horní Lužici a má přibližně 3 400 obyvatel.

## Historie
Obec Königswartha byla poprvé zmíněna v dokumentu z roku 1350 jako Conigswarte a označována jako malé město s tržními právy. Německý název je odvozen od strážní věže českého krále, která zde chránila starou cestu z Budyšína do Hoyerswerdy.
Během Napoleonských válek u Königswarthy, současně s bitvou u Weißigu 19. května 1813, porazil rusko-pruský sbor pod velením Barclaye de Tolly italskou divizi.

## Geografie
Obcí protéká řeka Schwarzwasser, přítok řeky Černý Halštrov. Okolní krajina je převážně rovinatá a zalesněná. V okolí obce je stále více než 80 rybníků využíváno k chovu ryb, zejména kaprů.

## Správní členění
Königswartha se dělí na 11 místních částí:
- Caminau (hornolužickosrbsky Kamjenej)
- Commerau (Komorow)
- Entenschenke (Kača Korčma)
- Eutrich (Jitk)
- Johnsdorf (Jeńšecy)
- Königswartha (Rakecy)
- Neudorf (Nowa Wjes)
- Niesendorf (Niža Wjes)
- Oppitz (Psowje)
- Truppen (Trupin)
- Wartha (Stróža)